# نظام BYOD
نظام BYOD، أو نظام (أحضر جهازك معك)، هو نظام أو سياسة تسمح لمنسوبي المنشأة سواء عاملين أو طلاب إلى إحضار أجهزتهم الخاصة، سواء حواسيب أو أجهزة لوحية أو هواتف ذكية، لاستخدامها داخل المنشأة، والسماح لهؤلاء المستخدمين بالوصول إلى الأنظمة الخاصة بالمنشأة، لتحقيق أهداف تلك المنشأة.

## الإيجابيات والسلبيات

### الإيجابيات
- يمكن للمنشآت التي تعتمد سياسات BYOD توفير الكثير من الأموال التي تنفق على شراء الأجهزة المتطورة لاستخدام منسوبيها. ويمكنهم أيضًا التأكد من أن المنسوبين سيأخذون رعاية أفضل لهذه الأدوات، لأن هذه هي أجهزتهم الشخصية الخاصة.
- الموظفون أكثر راحة في التعامل مع أدواتهم الخاصة بدلاً من استخدام تكنولوجيا غير مألوفة توفرها شركتهم. هذا أيضا يجعلهم يشعرون بمزيد من السيطرة في بيئة المكتب.[1]

### السلبيات
- الجانب السلبي الرئيسي هو التهديد المحتمل للأمن في المؤسسة. يتعين على المؤسسات أن تكون حذرة للغاية من خروقات البيانات . وستزداد المشكلة تعقيدا إذا ما انتهى الموظف بخسارة جهازه المحمول الذي يحتوي على بيانات مكتبية سرية.
- في بعض الحالات، تدفع المؤسسات مقابل خدمات الهاتف للمنسوبين، والتي قد تستخدمها هذه الأخيرة لاستخدامها الشخصي كذلك.[1]

## نظام BYOD في التعليم
اعتماد BYOD في التعليم يفيد المؤسسة المعنية. أولاً، تمكن الطلاب من استخدام الجهاز الأكثر إلمامًا بهم. هذا يضعهم في راحة. أيضا زيادة إنتاجيتهم. وهذا يساعد المؤسسة التعليمية على تقليل تكلفة تداول الكتب أو أجهزة الكمبيوتر المحمولة أو الأجهزة اللوحية للطلاب.
يمكن لبرنامج التنقل جيد التخطيط أن يمنح الطلاب إمكانية الوصول الفوري بدون أوراق إلى المحاضرات والملاحظات والعروض والمواد الأخرى، مما يساعدهم على العمل من المنزل أيضًا. يمكنهم حتى تقديم أوراقهم إلكترونيا - وهذا سيكون مفيدا بشكل خاص في بعض الأحيان عندما لا يستطيعون الذهاب إلى المدرسة؛ على سبيل المثال، إذا كان الطالب بحاجة إلى الخروج من المدينة لفترة من الوقت؛ خلال فترات المرض وهلم جرا.

### إيجابياته وسلبياته في التعليم

#### الإيجابيات
- التحكم في التكاليف: يقلل استخدام الطلاب للأجهزة المحمولة الخاصة بهم من التكاليف الشاملة للمدرسة. لم تعد الإدارة بحاجة إلى الاستثمار في توزيع الكتب والورق والمواد الأخرى على طلابها. يعتني الطلاب بأدواتهم الخاصة ويحافظون عليها - والتي تأخذ المسؤولية عن المؤسسة المعنية.
- التمويل المركز: يمكن للمدارس استخدام الأموال الإضافية التي تم توفيرها، لتمويل الطلاب المحتاجين. ويمكنهم أيضًا تقديم تكنولوجيا أفضل وأحدث باستخدام الأموال المتوفرة.
- التحكم الكامل: يتمتع الطلاب بالتحكم الكامل في جميع البرامج والمواد الأخرى التي يرغبون في تنزيلها، دون قيود.
- معلومات غير محدودة: يتيح الوصول إلى الإنترنت على الأجهزة اللوحية للطلاب إمكانية تصفح الويب وإجراء الأبحاث وجمع المواد واستيفاء جميع المعلومات المتاحة حول الموضوع الذي يختارونه ؛ أثناء التنقل.
- زيادة الإنتاجية: تدريب الطلاب على استخدام الأجهزة المحمولة بشكل مسؤول، داخل بيئة الفصل الدراسي، يعلمهم استخدام أحدث التقنيات بأكثر الطرق فاعلية وإنتاجية.
- أحدث التقنيات: عادة ما يميل الجيل الأصغر إلى أن يكون على علم بأحدث التقنيات. ومن ثم، فإن السماح لهم بإحضار هواتفهم الذكية والأجهزة اللوحية إلى المدرسة يتحمل المسؤولية عن المؤسسة لتوفير أحدث التقنيات في جميع الأوقات.[2]

#### السلبيات
- مخاوف التمويل: يتعين على المدارس، وخاصة الصغيرة منها، التفكير في تمويل الكتب الإلكترونية والخدمة اللاسلكية ؛ خاصة بالنسبة للطلاب المحرومين. كما سيتعين عليهم وضع أحكام في حالة الأجهزة التالفة أو المفقودة أو المفقودة. بعض الأسر تتشارك في الأجهزة بينها. في مثل هذه الحالة، يتعين على المدارس وضع سياسات لاستخدام الأجهزة، وتعيين الوصول إلى البيانات للمستخدمين المصرح لهم فقط، وتحديد الدفع في حالة حدوث ضرر وما إلى ذلك.
- تدريب المعلمين: يجب على المؤسسات التعليمية أن تستثمر في تدريب المعلمين على استخدام أحدث تقنيات الهواتف المحمولة بفعالية داخل الفصل الدراسي.
- مشكلات الخصوصية: تعد الخصوصية واحدة من أكبر المشكلات التي تكتنف BYOD في التعليم. سيكون على المدارس الإشراف المستمر على المواد التي يتم الوصول إليها ومشاركتها، خاصة بين الطلاب الأصغر سنا.
- صراع التحكم: من المحتمل أن تزداد حالات الغش عبر الإنترنت مع حصول الطلاب على الوصول غير المحدود إلى الدردشة ومشاركة البرامج. سيتعين على موظفي تكنولوجيا المعلومات مراقبة البيانات التي يتم نقلها ونسخها في جميع الأوقات.
- الاتصال بالجوّال : يجب على المؤسسات التعليمية وضع خطة واضحة لأنواع الأجهزة المحمولة التي يمكن السماح بها داخل المدرسة ؛ عدد نقاط الوصول إلى Wi-Fi حول المؤسسة وعرض النطاق الترددي ؛ تخزين البيانات المركزي خدمة الكشف عن البرامج الضارة المتنقلة ؛ حماية البيانات؛ سياسات إنفاذ القانون وهلم جرا.
- الفجوة المجتمعية: إن استخدام الطلاب للهواتف الذكية والأجهزة اللوحية كبيان أسلوب من شأنه أن يزيد من الفجوة بين من يملكون ومن لا يملكون في المدرسة.
- الاضطراب: قد ينتهي الطلاب باستخدام أجهزتهم للدردشة، أو الدخول إلى الشبكات الاجتماعية ؛ وبالتالي إهمال واجباتهم الأكاديمية.[2]